# دير زينداجي
دير زينداجي (بالعربية: عزيزتي الحياة)، (بالإنجليزية: Dear Life)‏، هو فيلم هندي من تأليف وإخراج جوري شيندي وإنتاج كل من غوري خان، كاران جوهر وغوري شيندي تحت راية شركة ريد تشيليز انترتينمنت ودارما للإنتاج. الفيلم من بطولة عاليا بهات والممثل شاروخان، والعديد من الوجوه ك إيرا دوبي، كونال كابور، أنجاد بيدي وعلي ظفر.
وتتركز قصة الفيلم على كيرا المصورة الفوتوغرافية، التي ملت من حياتها، بعد ذلك تلتقي بالدكتور جهانجير الطبيب النفساني الذي سيساعدها على اكتساب منظور ورؤيا جديدة للحياة.
بدأ التخطيط لمشروع الفيلم في عام 2015 مع المخرجة شيندي والممثل شاروخان على أن يتم تحت إنتاج مشترك، وتم تصوير المشاهد الرئيسية للفيلم في غوا ومدينة مومباي. والإصدار كان يوم 23 من نوفمبر عام 2016 في أمريكا الشمالية، أي صدر قبل يومين من موعد إصداره الرسمي في جميع أنحاء العالم بتاريخ 25 من نوفمبر 2016، وقد عرف الفيلم نجاح تجاري مهم إلى جانب الإشادة من النقاد، بالأخص الأداء الذي قدمته عاليا بهات.

## الإنتاج
كانت ميزانية الفيلم معتدلة، والإنتاج مشترك بين غوري خان بشركة ريد تشيليز انترتينمنت وكاران جوهر بشركة دارما للإنتاج ومخرجة الفيلم غوري شيندي بشركة الأمل للإنتاج، ويعد هذا الفيلم الإخراج القاني لغوري شيندي بعد فيلم (إنجلش فنجلش) الذي صدر عام 2012.